# ريكي بارتليت
ريكي بارتليت (8 أكتوبر 1966 في المملكة المتحدة - ) (بالإنجليزية: Ricky Bartlett)‏ هو لاعب كريكت بريطاني. لعب مع نادي مقاطعة سومرست للكريكت ‏.

## وصلات خارجية
- ريكي بارتليت على موقع إي آس بي آن كريك إنفو (الإنجليزية)